# 浅井政信
浅井 政信（あざい まさのぶ）は、戦国時代の武士。浅井氏の家臣。

## 来歴
父は浅井直政（浅井宗家・浅井忠政の嫡子）とされる。浅井亮政・久政に奏者として仕えた。
直政の子には政信の他に亮政と赤尾教政がいたという系譜がある。一方、別の系譜では、亮政は忠政の弟・浅井直種の実子であり、亮政は直政（従兄弟）の娘の蔵屋と婚姻し、婿養子となったと記されているのみであり、政信は登場しない。
赤尾教政の浅井家一門としての系譜も不詳である。

## 系譜
- 『諸家系図纂（続群書類従）[1]』では新介、大和守。永禄元年（1558年）没。浅井賢政の子、教政（新次郎、赤尾駿河守）、亮政（備前守）の弟。政澄（玄蕃允）、某（雅楽助）、某（斉之介）、某（木工助）の父。
- 『柳営婦女伝[2]』には記載がない。
- 『東浅井郡誌[3]』では「菅浦文書」中に天文15年（1546年）に海津に出陣したと記述のある「大和守殿」を政信とする「俗説」があるとしている。
- 『浅井三代記』では浅井新助（のち大和守政信）を浅井堅政の三男で、赤尾駿河守教政（新次郎）、備後守亮政（新三郎）の弟とする。また政信は永禄元年以前に亡くなり、嫡男は玄蕃允であるとしている。
  -  ウィキソースには、浅井三代記/浅井備前守先祖の事の原文があります。
  -  ウィキソースには、浅井三代記/浅井家臣大名分の者共一同して久政を退る事の原文があります。